# Santa Anita, Argentina
Santa Anita är en ort i Argentina.   Den ligger i provinsen Entre Ríos, i den centrala delen av landet, 270 km norr om huvudstaden Buenos Aires. Santa Anita ligger 67 meter över havet och antalet invånare är 1 254.
Terrängen runt Santa Anita är mycket platt. Runt Santa Anita är det glesbefolkat, med 19 invånare per kvadratkilometer..
Trakten runt Santa Anita består till största delen av jordbruksmark.